# Al Majd Damas
Maillots
Actualités
Le Al Majd Sporting Club (en arabe : نادي المجد الرياضي), plus couramment abrégé en Al Majd, est un club syrien de football fondé en 1934 et basé à Damas, la capitale du pays.

## Palmarès
| Compétitions nationales |
| --- |
| - Coupe de Syrie (1) : - Vainqueur : 1977-78. - Finaliste : 2004-05, 2008-09 et 2019-20. - Supercoupe de Syrie : - Finaliste : 2008. |